# Коновалов, Иван Андреевич
Иван Андреевич Конова́лов (род. 18 августа 1994, Балашиха, Россия) — российский футболист, вратарь.

## Биография
Воспитанник балашихинского футбола. Обучался в академии «Спартак» имени Фёдора Черенкова. В сезоне 2013/14 за молодёжный состав «Амкара» сыграл 18 матчей, пропустил 23 гола. Во второй половине 2014 года в составе крымского клуба «СКЧФ Севастополь» сыграл 8 матчей, пропустил 10 мячей; матчи впоследствии были аннулированы. Вторую половину сезона 2014/15 провёл в клубе ПФЛ «Астрахань» — 13 матчей, 14 пропущенных мячей. Следующие 1,5 года отыграл в клубе сербской Суперлиги «Раднички» Ниш — 6 матчей, 7 пропущенный голов. С января 2017 года играл за сербскую «Бачку». В сентябре 2017 перешёл в белорусский клуб «Торпедо-БелАЗ» Жодино.
Перед сезоном 2018/19 перешёл в казанский «Рубин», дебютировал 25 августа в домашней игре 5 тура чемпионате России против ЦСКА (1:1). В сезоне 2018/19 был основным вратарём казанской команды — сыграл 20 матчей в чемпионате России, в которых пропустил 19 мячей. В сезоне 2019/20 провёл за «Рубин» лишь один матч — в 1/16 финала Кубка России против «Химок» (0:3). В феврале 2021 года Коновалова отправили в аренду в «Урал». За команду из Екатеринбурга сыграл два матча в марте 2021 года, в которых «Урал» проиграл с крупным счётом — «Уфе» (0:3) в Кубке России и «Спартаку» (1:5) в чемпионате страны.
18 января 2022 года шотландский клуб «Ливингстон» объявил о подписании с Коноваловым контракта. Травма основного вратаря позволила Коновалову дебютировать за новый клуб 30 апреля в матче с клубом «Хиберниан» (1:0).
7 февраля 2023 года перешёл из «Ливингстона» в казахстанский «Тобол», дебютировал 4 марта в матче чемпионата страны против «Аксу».
30 января 2024 года подписал контракт с калининградской «Балтикой». 4 июня 2024 года покинул «Балтику» из-за окончания срок контракта, ни разу не выйдя на поле.
В июле 2024 года стал игроком азербайджанского «Турана», выступающего в премьер-лиге Азербайджана. 10 июня 2025 покинул клуб из-за окончания контракта. В июле стал игроком минского «Динамо», прибыв в Венгрию, где клуб готовился к матчу 2-го раунда Лиги конференций против албанской «Эгнатии». Дебютировал за «Динамо» 10 августа в 17-м туре высшей лиги против бывшего клуба - «Торпедо»-БелАЗа. Игра прошла в Минске на недавно открывшемся Национальном стадионе и закончилась со счетом 4:0 в пользу хозяев.

## Достижения
«Тобол»
- Обладатель Кубка Казахстана: 2022/23